# Afanassi Ordine-Nachtchokine
Afanassi Lavrentievitch Ordine-Nachtchokine (en russe : Афанасий Лаврентьевич Ордин-Нащокин), né en 1605 à Pskov et décédé en 1680 au monastère de Krypetskoïe, était un diplomate et homme politique russe. Il fut officier, gouverneur, chef du Bureau des Ambassadeurs (Département de la diplomatie) de 1667 à 1671 et moine sous le nom de frère Antoine. Il fut le précurseur de Pierre Ier de Russie.

## Biographie
Afanassi (Athanase) Lavrentievitch Ordine-Nachtchokine fut l'un des hommes d'État russes les plus prestigieux du XVIIe siècle. Sa carrière ne connut pas de précédent dans l'histoire de la Russie ; en effet, il fut la première personnalité issue de la petite noblesse à atteindre le rang de boyard et les plus hautes fonctions de l'État, non pas grâce à ses liens familiaux, mais en raison de ses aptitudes personnelles et sa valeur dans un grand nombre de domaines. C'était un homme incorruptible, donc d'une grande droiture autant morale qu'intellectuelle.

### Début de carrière
Fils d'un pauvre fonctionnaire de Pskov désireux de voir son fils étudier le latin, l'allemand, l'anglais, le polonais et les mathématiques, il entre dans l'armée à l'âge de quinze ans, puis dirige une mission diplomatique en Moldavie afin d'acquérir l'expérience et les informations nécessaires concernant les Polonais, les Turcs et les Cosaques de Crimée. En 1642, il commence sa carrière dans la fonction publique. Il négocie les nouvelles délimitations des frontières russo-suédoises après le traité de Stolbovo, signé le 27 février 1617 et mettant un terme à la Guerre d'Ingrie (1610-1617). Nommé au haut commandement, il participe à la guerre russo-suédoise (1656-1658), où il fait preuve d'une grande habileté. Déjà à cette époque, Ordine-Nachtchokine possède une excellente réputation en Russie. Il comprend parfaitement la culture et les problèmes allemands et c'est l'un des premiers Russes à acquérir des livres étrangers : plus de soixante-neuf œuvres latines lui sont envoyées pendant une certaine période. 
Pendant la décennie des années 1650, Ordine-Nachtchokine est officier dans l'armée et occupe plusieurs postes de gouverneur dans différentes régions de l'Ouest de la Russie. L'ingéniosité dont il fait preuve lors de la rébellion de Pskov (ru) en 1650 attire sur lui l'attention du jeune Alexis Ier de Russie. Grâce à son influence personnelle, le futur diplomate réussit à contrecarrer ce soulèvement.

### Carrière diplomatique
En 1657, Alexis Ier le nomme ministre plénipotentiaire ayant à charge la conduite des négociations avec les Suédois sur la rivière Narva. Grâce à sa clairvoyance, c'est alors l'unique homme d'État russe à comprendre l'importance des côtes de la mer Baltique pour la Russie. En dépit de l'ignorante jalousie de ses collègues, il signe le 20 décembre 1658 le traité de Valiesar par lequel la Russie est autorisée à conserver pour une durée de trois ans les territoires conquis à la guerre russo-suédoise de 1656-1658. Il s'agit de la Livonie. Pour ce service rendu à la Russie, Alexis Ier l'élèva au rang de doumny dvorianine (conseiller appartenant à la noblesse, ou noble de la chambre).
En 1660, Ordine-Nachtchokine est humilié par la fuite de son fils Voïne Afanassievitch en Europe de l'Ouest. Comme son père, il avait étudié les langues étrangères et la diplomatie. Peiné, le père présente sa démission au tsar, mais Alexis Ier refuse de se séparer de son précieux homme d'État, et refuse également de lui faire porter le poids des fautes commises par son fils. Ordine-Nachtchokine continue à négocier afin de mettre un terme à la guerre avec la Pologne. Il est nommé gouverneur de Pskov et Okolnitchy (rang de noblesse situé juste après celui de boyard). 
Il est nommé en 1680 chef de la délégation plénipotentiaire chargée de transformer le traité de Valiesar signé le 20 décembre 1658 en une paix permanente. Il fait connaître son intention de voir se prolonger cette trêve avec la Suède. Charles II d'Angleterre propose une médiation de paix du Nord. Afanassi Lavrentievitch Ordine-Nachtchokine met quant à lui l'accent sur l'importance que représente la Livonie pour le développement du commerce de la Russie. Sur le point d'être rejeté, le ministre quitte les négociations qui aboutissent au traité de Kardis signé en 1661 entre Moscou et la Suède. Il met un terme à la guerre russo-suédoise de 1656-1658, la Russie cédant à la Suède tous les territoires conquis. De plus, tous les navires construits à Tsarevitch-Dimitriev sont détruits (ces bâtiments avaient été construits sur un chantier naval fondé par Ordine-Nachtchokine). Cette paix maintient les accords territoriaux du traité de Stolbovo.
Afanassi Ordine-Nachtchokine dirige le congrès avorté de Durovicha réuni en 1664, où il tente de mettre fin aux hostilités entre Russes et Polonais (guerre russo-polonaise (1654-1667)). Par son obstination et ses grandes compétences, cette trêve d'Androussovo signée le 30 janvier 1667 par Ordine-Nachtchokine et le Polonais Jerzy Hlebowicz (ru) est très avantageuse pour la Russie. En effet, la Pologne cède à Moscou la ville de Smolensk, la voïvodie de Czernikow et cède l'administration territoriale de l'Ukraine de la rive gauche par la Russie. De retour en Russie, Alexis Ier l'élève au rang de boyard première classe et il reçoit la charge de chef du Bureau des Ambassadeurs (administrateur du Département de la diplomatie) avec le titre de gardien du grand sceau du tsar et directeur des bureaux impériaux. Il est, en quelque sorte, le premier chancelier de la Russie. En 1667, il est chargé par le tsar d'annoncer à toutes les puissances étrangères la signature de la paix et de conclure des accords commerciaux et diplomatiques avec la Russie. 
Afanassi Lavrentievitch Ordine-Nachtchokine fut le premier à abolir le lourd système du péage pesant sur les importations et les exportations. Il créa une association de marchands afin de promouvoir les relations commerciales entre la Suède et la Russie. Il mit également sur pied un système postal entre la Russie, la Courlande et la Pologne et introduisit des journaux étrangers après traduction et des billets de change en Russie. Il augmenta le nombre d'ambassades russes à l'étranger. Son nom est également associé à la construction des premiers navires marchands sur la Daugava et la Volga.

### Déclin
Pendant toute la durée de sa carrière politique, Afanassi Lavrentievitch Ordine-Nachtchokine dut engager une étroite et constante lutte contre la routine, mais également contre la jalousie à son encontre de la part des Boyards et des clercs du Conseil. Son exigence finit par irriter Alexis Ier de Russie. En outre, la politique étrangère de la Russie avait changé. Contrairement au tsar, il considérait la Pologne comme une alliée naturelle de la Russie, quant à la Suède, elle demeurait une ennemie.
En 1671, Artamon Sergueïevitch Matveïev devint le nouveau favori d'Alexis Ier de Russie. En 1672, Afanassi Lavrentievitch Ordine-Nachtchokine se vit notifier son renvoi par Alexis Ier de Russie.

## Décès
Afanassi Lavrentievitch Ordine-Nachtchokine se retira au monastère de Krypetskoïe, situé à 23 kilomètres de Pskov. Il prit l'habit monastique et le nom de frère Antoine. En 1679, il fit une brève apparition lors des négociations avec la Pologne, mais retourna vivre dans son monastère où, jusqu'à sa mort survenue en 1680, il s'occupa de bonnes œuvres.